# St. Holisto's Hospitaal voor Magische Ziektes en Zwaktes
St. Holisto's Hospitaal voor Magische Ziektes en Zwaktes is een locatie in de Harry Potterboekenreeks van J.K. Rowling. Het St. Holisto is het ziekenhuis voor de magische gemeenschap van Groot-Brittannië. De artsen in dit ziekenhuis worden geen doktoren maar Helers genoemd, en dragen lindegroene gewaden. Om Heler te kunnen
worden moet je voor de S.L.IJ.M.B.A.L.-examens minstens een B (Boven Verwachting) hebben gehaald voor Transfiguratie, Bezweringen, Toverdranken, Kruidenkunde en Verweer tegen de Zwarte Kunsten.

## Locatie
Het St. Holisto ligt in Londen. Om binnen te komen moet men door de etalageruit van een al jaren leegstaande winkel (Lodder & De Krimp) lopen. Deze winkelruit fungeert als magische toegangspoort tot het ziekenhuis, vergelijkbaar met de barrière op Perron 9 3/4 op King's Cross Station en de telefooncel die toegang geeft tot het gebouw van het Ministerie van Toverkunst. De gevel van het ziekenhuis is opgetrokken uit rode baksteen en is smoezelig, in tegenstelling tot het interieur, dat blinkend schoon is en er precies zo uitziet als een ziekenhuis eruit hoort te zien. Er zijn vijf verdiepingen:

## Indeling
- Begane grond: Receptie (waar een plompe, blonde heks, de zogenaamde Hospiheks, de gasten begroet) en Materiële Miskleunen; ketelexplosies, toverstokterugslag, bezembotsingen enz.
- Eerste verdieping: Schepselletsel; beten, steken, schroeiplekken, angels enz.
- Tweede verdieping: Magische kwalen; besmettelijke ziektes zoals drakenpest
- Derde verdieping: Vergiftiging door Plant of Toverdrank
- Vierde verdieping: Spreukschade (vervloekingen)
- Vijfde verdieping: Cafetaria en Winkel

Het St. Holisto werd in de zeventiende eeuw gesticht door de beroemde gelijknamige Heler Holisto Heiligman. De exacte datum is onbekend. Het embleem van het St. Holisto, dat door alle Helers op het gewaad wordt gedragen, bestaat uit een toverstaf gekruist met een bot.
Harry Potter komt voor het eerst in het St. Holisto als hij op bezoek gaat bij Arthur Wemel. Harry heeft in een droom gezien dat Wemel werd gebeten, waarschuwt snel professor Anderling en weet daardoor het leven van Arthur te redden.

## Patiënten
- Professor Anderling heeft enige tijd in het St. Holisto gelegen nadat ze was geraakt door 4 Verlamspreuken. Het letsel was veroorzaakt door de handlangers van Dorothea Omber die probeerden Rubeus Hagrid met geweld van het Zweinstein-terrein te verwijderen.
- Nymphadora Tops werd naar het St. Holisto gebracht nadat ze bewusteloos was geraakt tijdens een gevecht met Bellatrix van Detta aan het einde van het vijfde boek.
- Katja Bell, een leerling van Griffoendor, werd naar het St. Holisto gebracht nadat ze een vervloekte ketting had aangeraakt en daardoor ernstig Vervloekt was geraakt.
- Gladianus Smalhart, die onbedoeld zijn eigen geheugen had gewist.
- Frank en Lies Lubbermans, beiden door Bellatrix van Detta net zo lang gemarteld tot ze er onherstelbare hersenschade door opgelopen hadden.
- Arthur Wemel, de vader van Ron Wemel, werd naar het St. Holisto gebracht na te zijn aangevallen door Nagini, de slang van Heer Voldemort, tijdens werkzaamheden voor de Orde van de Feniks.
- Placidus Pais, Verbloemist, is krankzinnig geworden toen hij, verkerend onder de Imperiusvloek, probeerde de Profetie voor Voldemort te stelen. Hij wordt in het St. Holisto's gedood door de levensgevaarlijke magische plant Duivelsstrik.
- Donders, een schouwer, belandde hier nadat hij Marcel Lubbermans' oma gevangen moest nemen, haar toverkracht werd onderschat ("Een oud heksje dat helemaal alleen woonde"). Marcels oma ging daarna op de vlucht.

Lucius Malfidus doneert regelmatig grote bedragen aan het ziekenhuis om zo in een goed blaadje te blijven staan bij het Ministerie van Toverkunst en Cornelis Droebel.